# Shtozote
Shtojzovalle, shtojzorreshta, shtozote (que en albanés podría traducirse por sílfide) es una criaturilla danzarina y cantarina de ambos sexos de gran belleza y poderes sobrenaturales de la mitología albanesa. Habita en montes y bosques densos.